# Old Lyme
Old Lyme is een plaats in New London County in de staat Connecticut in de Verenigde Staten.  De plaats is lang een populaire zomerbestemming geweest.  Old Lyme is genoemd naar Lyme Regis.  Old Lyme kreeg internationale naamsbekendheid na het bekend worden van de ziekte van Lyme. In het begin van de twintigste eeuw bevond zich in Old Lyme een belangrijke kunstenaarskolonie van schilders die behoorden tot het Amerikaans impressionisme.

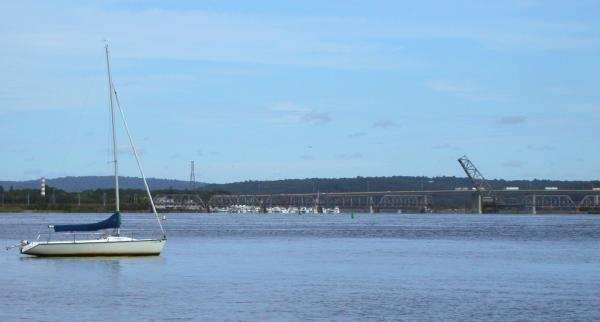
Zicht op de Connecticut (rivier) in Old Lyme bij de monding bij Long Island Sound.

## Overleden
- Tony Pastor (1907-1969), Amerikaans bigbandleider